# Business-to-public
Business-to-public (B2P) är en bred beskrivning av affärsprocessen mot offentlig marknad.  Hela affärsprocessen mellan företag och offentlig förvaltning omfattas. Direktinköp och påverkan genom marknadsföring är komponenter i affärsprocessen som ligger utanför det traditionella upphandlingsförfarandet men ingår i begreppet.  Den del av affärsprocessen som hamnar utanför offentlig upphandling  påminner om den privata sektorn.
Andra begrepp som beskriver intressentrelationer på en marknad är Business-to-business (B2B) och Business-to-consumer(B2C).